# Minaucourt-le-Mesnil-lès-Hurlus
Minaucourt-le-Mesnil-lès-Hurlus est une commune française, située dans le département de la Marne en région Grand Est.

## Géographie
| Sommepy-Tahure            | Rouvroy-Ripont                  | Cernay-en-Dormois Massiges |
| Souain-Perthes-lès-Hurlus | Minaucourt-le-Mesnil-lès-Hurlus | Virginy                    |
| Wargemoulin-Hurlus        | Laval-sur-Tourbe                | Courtémont                 |

### Hydrographie
La commune est dans la région hydrographique « la Seine du confluent de l'Oise (inclus) à l'embouchure » au sein du bassin Seine-Normandie. Elle est drainée par la Tourbe, le Fossé 01 de la commune de Virgny, le ruisseau du Marson et divers autres petits cours d'eau,.
La Tourbe, d'une longueur de 21 km, prend sa source dans la commune de Somme-Tourbe et se jette  dans divers bras de la Tourbe à Servon-Melzicourt, après avoir traversé dix communes. 

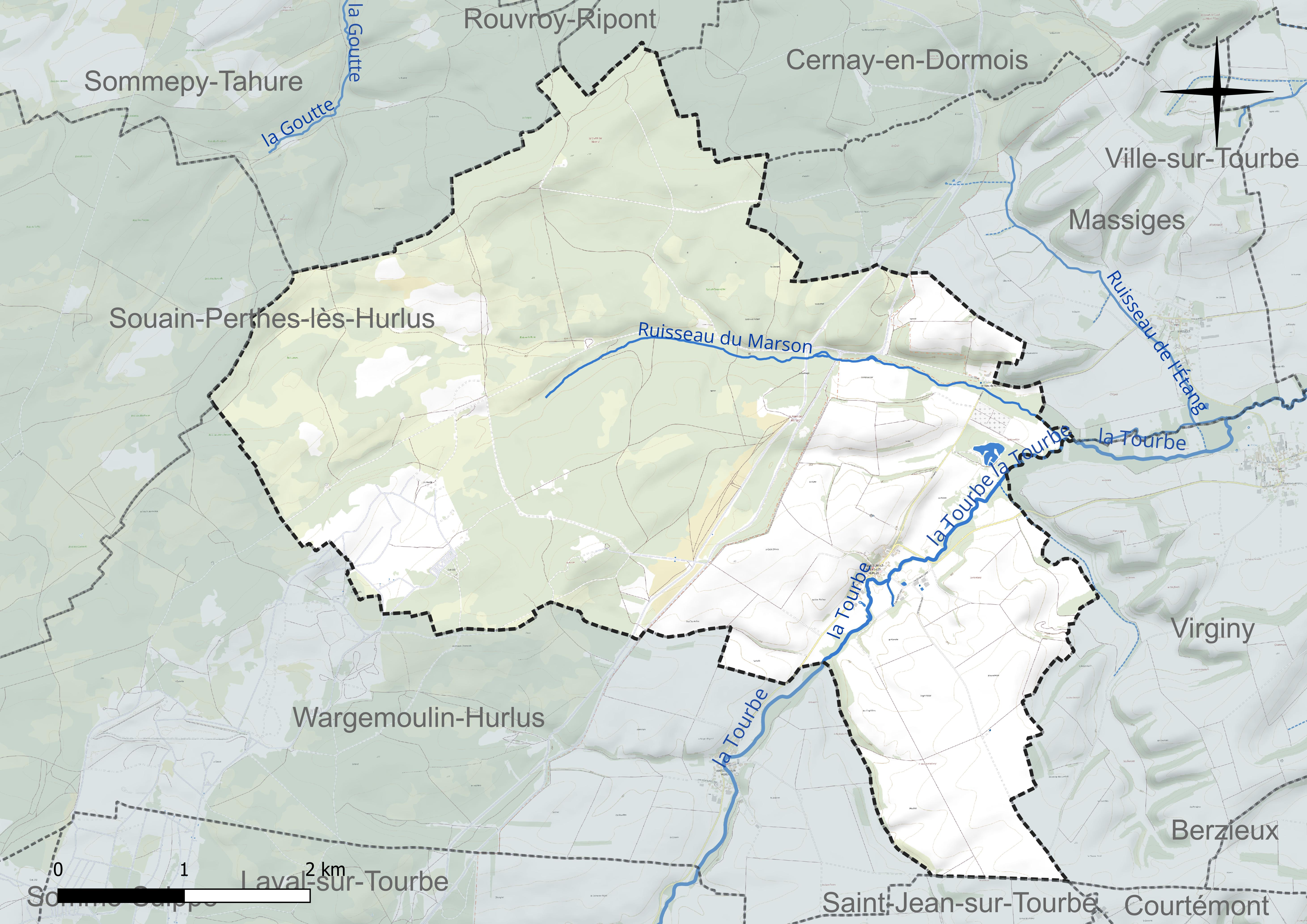
Réseau hydrographique de Minaucourt-le-Mesnil-lès-Hurlus.

### Climat
Pour des articles plus généraux, voir Climat du Grand Est et Climat de la Marne.
En 2010, le climat de la commune est de type climat des marges montargnardes, selon une étude du Centre national de la recherche scientifique s'appuyant sur une série de données couvrant la période 1971-2000. En 2020, Météo-France publie une typologie des climats de la France métropolitaine dans laquelle la commune est exposée à un climat océanique altéré et est dans la région climatique  Nord-est du bassin Parisien, caractérisée par un ensoleillement médiocre, une pluviométrie moyenne régulièrement répartie au cours de l’année et un hiver froid (3 °C). 
Pour la période 1971-2000, la température annuelle moyenne est de 10 °C, avec une amplitude thermique annuelle de 15,7 °C. Le cumul annuel moyen de précipitations est de 824 mm, avec 12,9 jours de précipitations en janvier et 8,8 jours en juillet. Pour la période 1991-2020, la température moyenne annuelle observée sur la station météorologique de Météo-France la plus proche, « Montcheutin_sapc », sur la commune de Montcheutin à 15 km à vol d'oiseau, est de 11,0 °C et le cumul annuel moyen de précipitations est de 721,9 mm. 
La température maximale relevée sur cette station est de 41,2 °C, atteinte le 25 juillet 2019 ; la température minimale est de −15,5 °C, atteinte le 20 décembre 2009,,. 
Les paramètres climatiques de la commune ont été estimés pour le milieu du siècle (2041-2070) selon différents scénarios d'émission de gaz à effet de serre à partir des nouvelles projections climatiques de référence DRIAS-2020. Ils sont consultables sur un site dédié publié par Météo-France en novembre 2022.

## Urbanisme

### Typologie
Au 1er janvier 2024, Minaucourt-le-Mesnil-lès-Hurlus est catégorisée commune rurale à habitat très dispersé, selon la nouvelle grille communale de densité à sept niveaux définie par l'Insee en 2022.
Elle est située hors unité urbaine et hors attraction des villes,.

### Occupation des sols
L'occupation des sols de la commune, telle qu'elle ressort de la base de données européenne d’occupation biophysique des sols Corine Land Cover (CLC), est marquée par l'importance des forêts et milieux semi-naturels (66,5 % en 2018), une proportion sensiblement équivalente à celle de 1990 (66,6 %). La répartition détaillée en 2018 est la suivante : 
milieux à végétation arbustive et/ou herbacée (48,6 %), terres arables (29,5 %), forêts (17,9 %), zones agricoles hétérogènes (3,9 %). L'évolution de l’occupation des sols de la commune et de ses infrastructures peut être observée sur les différentes représentations cartographiques du territoire : la carte de Cassini (XVIIIe siècle), la carte d'état-major (1820-1866) et les cartes ou photos aériennes de l'IGN pour la période actuelle (1950 à aujourd'hui).

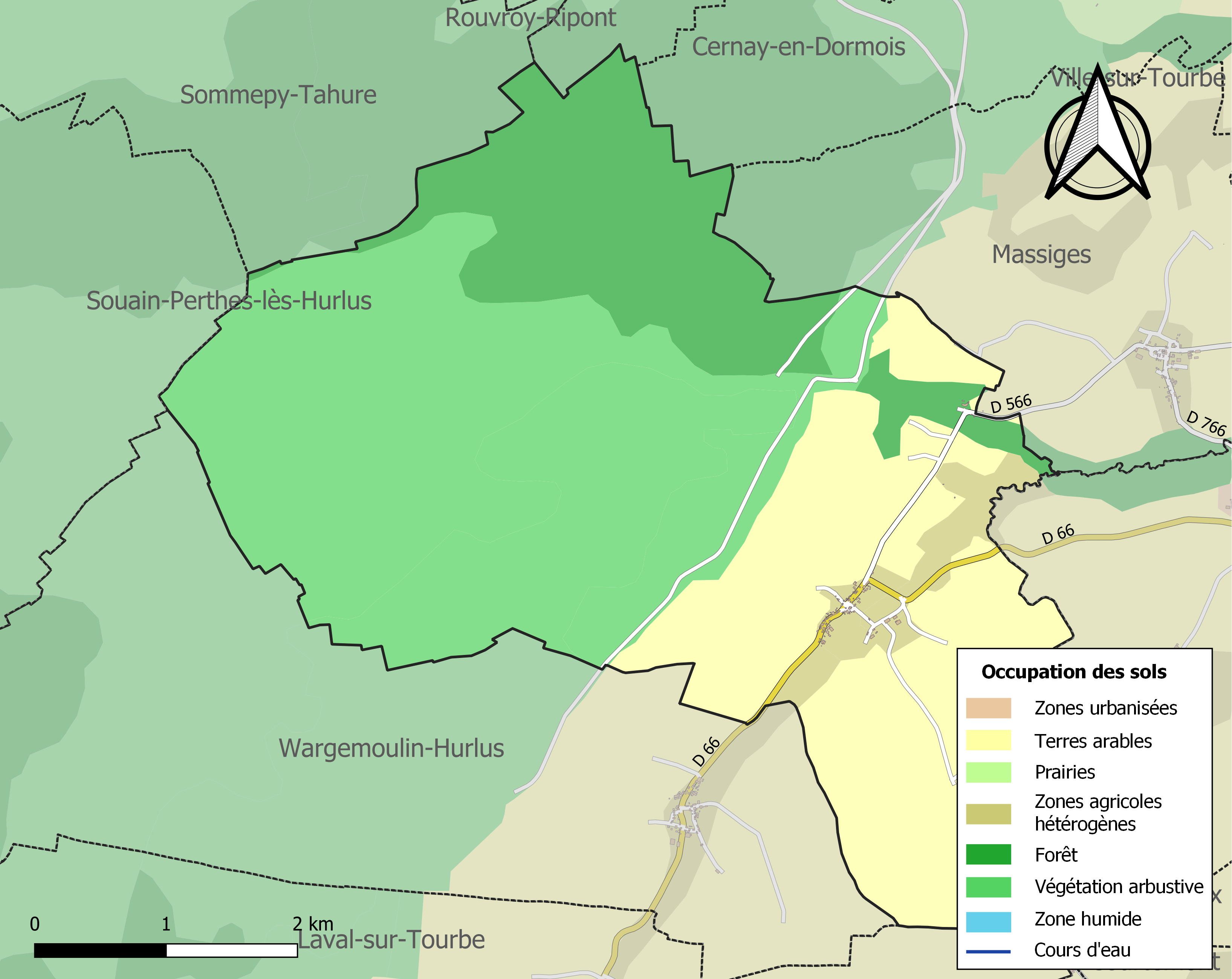
Carte des infrastructures et de l'occupation des sols de la commune en 2018 (CLC).

## Toponymie
Minaucourt est attesté sous les formes Cortis Magnaldi (vers 948) ; Manum Curtis (1103) ; Minocurtis (1184) ; Magnicort (1214-1222) ; Minocourt (vers 1274) ; Minorum Curtis (1303-1312) ; Minaulcourt (1602).

Pendant la Première Guerre mondiale, le village Le Mesnil-lès-Hurlus fut anéanti. Le village du Mesnil ne s'est jamais relevé, victime de cette guerre. Le village de Minaucourt par contre, a été entièrement reconstruit après la guerre. Lors de la création du camp militaire de Suippes en 1950, la commune fut officiellement supprimée, et son territoire rattaché à la commune voisine de Minaucourt, qui prit alors le nom de Minaucourt-le-Mesnil-lès-Hurlus pour perpétuer la mémoire du village disparu.

## Histoire
Minaucourt est mentionné pour la première fois en 948 par le chroniqueur Flodoard Cortis Magnaldi.
Au Moyen Âge, l'abbaye de Moiremont touchait la moitié des dîmes dans les paroisses de Minaucourt et Wargemoulin,  l'abbaye Saint-Remi de Reims les cinq douzièmes et l'hospice de Sainte-Menehould touchait le douzième. Le curé de Minauconrt recevait une pension de vingt cinq livres, pour sa portion congrue, sur les dîmes de Minaucourt et de Wargemoulin.
Première Guerre mondiale
Le village fut entièrement détruit au cours de la Première Guerre mondiale le 25 novembre 1915 ; le hameau et la ferme de Beauséjour, en particulier, furent le théâtre de violents combats le 25 septembre 1915 durant la seconde bataille de Champagne. Le général Gabriel Delarue y a trouvé la mort en mars 1915. Le président Raymond Poincaré est passé à Minaucourt en 1918.
Le village fut reconstruit dans les années 1922-1923, sauf le hameau de Beauséjour, aujourd'hui compris dans le périmètre du camp militaire de Suippes.

## Politique et administration
Par décret du 29 mars 2017, l'arrondissement de Sainte-Menehould est supprimé et la commune est intégrée le 31 mars 2017 à l'arrondissement de Châlons-en-Champagne.

### Intercommunalité
La commune, antérieurement membre de la communauté de communes du canton de Ville-sur-Tourbe, est membre, depuis le 1er janvier 2014, de la CC de l'Argonne Champenoise.
En effet, conformément au schéma départemental de coopération intercommunale de la Marne du 15 décembre 2011, cette communauté de communes de l'Argonne Champenoise est issue de la fusion, au 1er janvier 2014,  de : 
- la communauté de communes du Canton de Ville-sur-Tourbe ;
- de la communauté de communes de la Région de Givry-en-Argonne ;
- et de la communauté de communes de la Région de Sainte-Menehould.

Les communes isolées de Cernay-en-Dormois, Les Charmontois, Herpont et Voilemont ont également rejoint l'Argonne Champenoise à sa création.

### Liste des maires
| Période                                  | Période                      | Identité               | Étiquette | Qualité                                    |
| ---------------------------------------- | ---------------------------- | ---------------------- | --------- | ------------------------------------------ |
| Les données manquantes sont à compléter. |                              |                        |           |                                            |
|                                          | 1965                         | Paul Arnould           |           | Agriculteur                                |
| 1965                                     | 1977                         | Roger Dez              |           | Agriculteur                                |
| 1977                                     | 1983                         | Marcelle Soulier       |           | Agricultrice                               |
| 1983                                     | 1997                         | René Soulier           |           | Artisan                                    |
| 1997                                     | 2001                         | Noël Vautard           |           | Agriculteur                                |
| 2001                                     | 2008                         | Jean-Pierre Gaudillier |           | Enseignant                                 |
| 2008                                     | En cours (au 4 juillet 2014) | Jean-Pierre Adam       |           | Agriculteur Réélu pour le mandat 2014-2020 |

## Démographie
L'évolution du nombre d'habitants est connue à travers les recensements de la population effectués dans la commune depuis 1793. Pour les communes de moins de 10 000 habitants, une enquête de recensement portant sur toute la population est réalisée tous les cinq ans, les populations de référence des années intermédiaires étant quant à elles estimées par interpolation ou extrapolation. Pour la commune, le premier recensement exhaustif entrant dans le cadre du nouveau dispositif a été réalisé en 2007.

En 2022, la commune comptait 46 habitants, en évolution de −8 % par rapport à 2016 (Marne : −1,19 %, France hors Mayotte : +2,11 %).
| 1793 | 1800 | 1806 | 1821 | 1831 | 1836 | 1841 | 1846 | 1851 |
| ---- | ---- | ---- | ---- | ---- | ---- | ---- | ---- | ---- |
| 200  | 211  | 198  | 208  | 238  | 248  | 241  | 240  | 230  |

| 1856 | 1861 | 1866 | 1872 | 1876 | 1881 | 1886 | 1891 | 1896 |
| ---- | ---- | ---- | ---- | ---- | ---- | ---- | ---- | ---- |
| 234  | 247  | 253  | 246  | 245  | 218  | 211  | 217  | 192  |

| 1901 | 1906 | 1911 | 1921 | 1926 | 1931 | 1936 | 1946 | 1954 |
| ---- | ---- | ---- | ---- | ---- | ---- | ---- | ---- | ---- |
| 205  | 203  | 184  | 95   | 123  | 160  | 146  | 109  | 90   |

| 1962 | 1968 | 1975 | 1982 | 1990 | 1999 | 2006 | 2007 | 2012 |
| ---- | ---- | ---- | ---- | ---- | ---- | ---- | ---- | ---- |
| 98   | 92   | 84   | 78   | 57   | 67   | 76   | 78   | 55   |

| 2017 | 2022 | - | - | - | - | - | - | - |
| ---- | ---- | - | - | - | - | - | - | - |
| 50   | 46   | - | - | - | - | - | - | - |

## Culture locale et patrimoine

### Lieux et monuments
- La nécropole nationale du Pont-du-Marson :

- L'auberge du Pont-du-Marson ;
- L'église Notre-Dame en sa nativité. Orgue du facteur verdunois Alibonssy. Vitraux réalisés entre 1923 et 1925 par les ateliers Lorin de Chartres, dirigés par Charles Lorin, répertoriés à l'Inventaire général du patrimoine culturel[30] ;
- La statue de saint Pantaléon provenant du village détruit du Mesnil-lès-Hurlus.

### Décorations françaises
Croix de guerre 1914-1918 : 
- Minaucourt, 20 septembre 1920
- Le Mesnil-lès-Hurlus, 20 septembre 1920

### Personnalités liées à la commune
- Auguste Brachet, dit Parrain Gus (1834-1916) fils du fondateur du hameau de Beauséjour, François-Etienne Brachet (1796-1870). Sa célébrité vient de son rucher et de l'hydromel.
- Gabriel Delarue (1852-1915), général de brigade tué le 20 mars 1915 à Minaucourt. Oncle par alliance de Robert Porchon, ami de guerre de Maurice Genevoix.
- Paul Constant Caudrelier (1858-1914), général de brigade tué le 30 novembre 1914 à Minaucourt. Commandant la 6e brigade coloniale à la bataille de Vitry-le-François en septembre 1914, tué lors d'une inspection dans les tranchées. Commandeur de la Légion d'honneur depuis 1911.